# Zhoř (Čechtice)
Zhoř (Duits: Shorsch of Shorsch bei Tschechtitz) is een Tsjechische plaats in de gemeente Čechtice, regio Midden-Bohemen, en maakt deel uit van het district Benešov. Het dorp ligt op 4 kilometer afstand van Čechtice.
Zhoř telt 9 inwoners (2021).

## Geschiedenis
De eerste schriftelijke vermelding van het dorp dateert van 1352.
In 1960 werd Zhoř, samen met Čechtice, ingedeeld bij het district Benešov.

## Verkeer en vervoer

### Autowegen
Er leidt een regionale weg naar het dorp.

### Spoorlijnen
Er is geen station in Zhoř. Het dichtstbijzijnde station is in Zdislavice, op zo'n 10,5 kilometer afstand. Dat station ligt aan de spoorlijn van Benešov naar Vlašim.

### Buslijnen
Er is geen bushalte in het dorp. De dichtstbijzijnde bushalte is in Nakvasovice, op zo'n één kilometer afstand:
| Halte                 | Lijn(en) | Traject(en)          | Vervoerder(s) |
| --------------------- | -------- | -------------------- | ------------- |
| Čechtice, Nakvasovice | 849      | Čechtice - Načeradec | CŠAD Benešov  |

## Bezienswaardigheden
- Kerk van de Verheffing van het Heilig Kruis

## Galerij

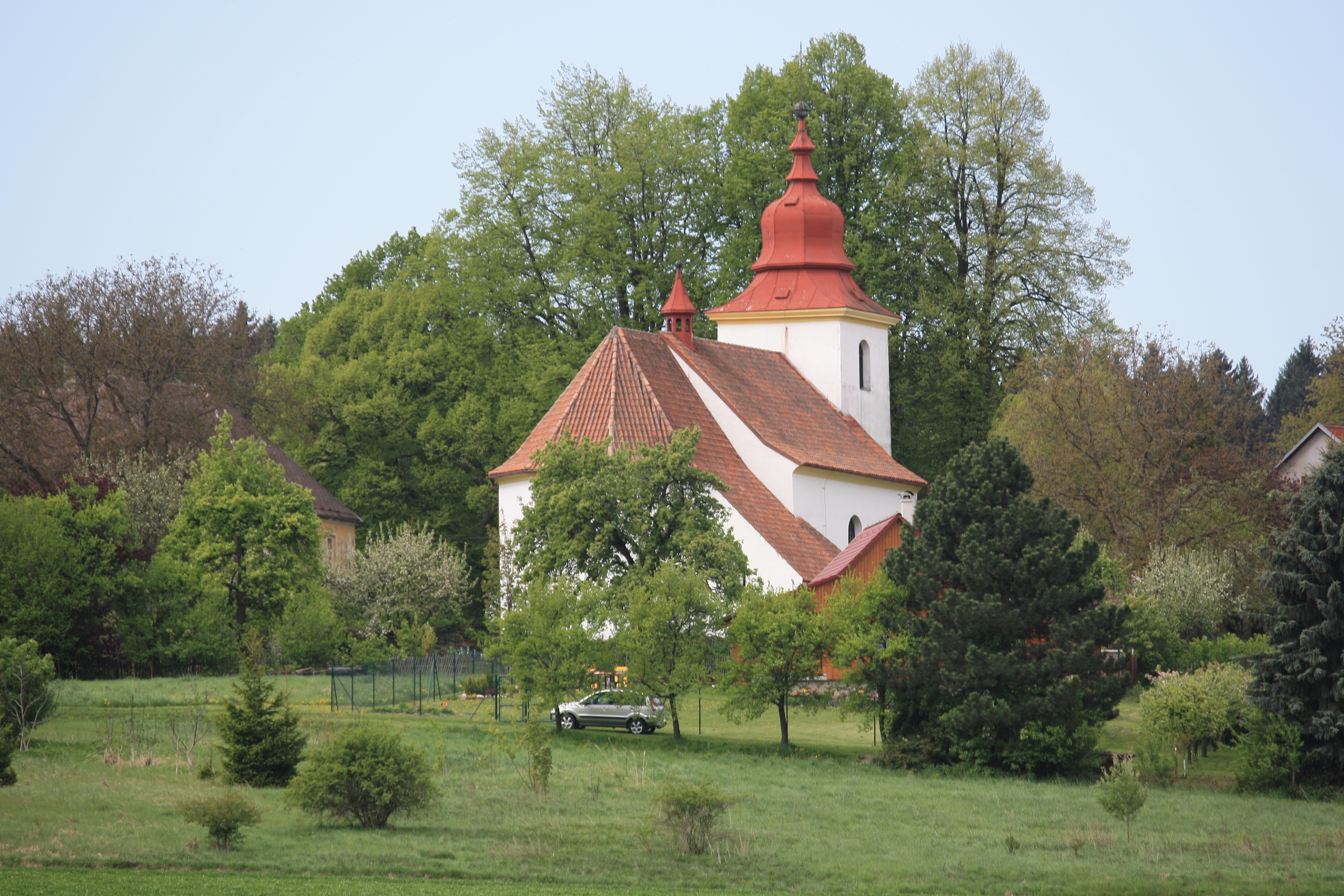
Dorpskerk (2011)
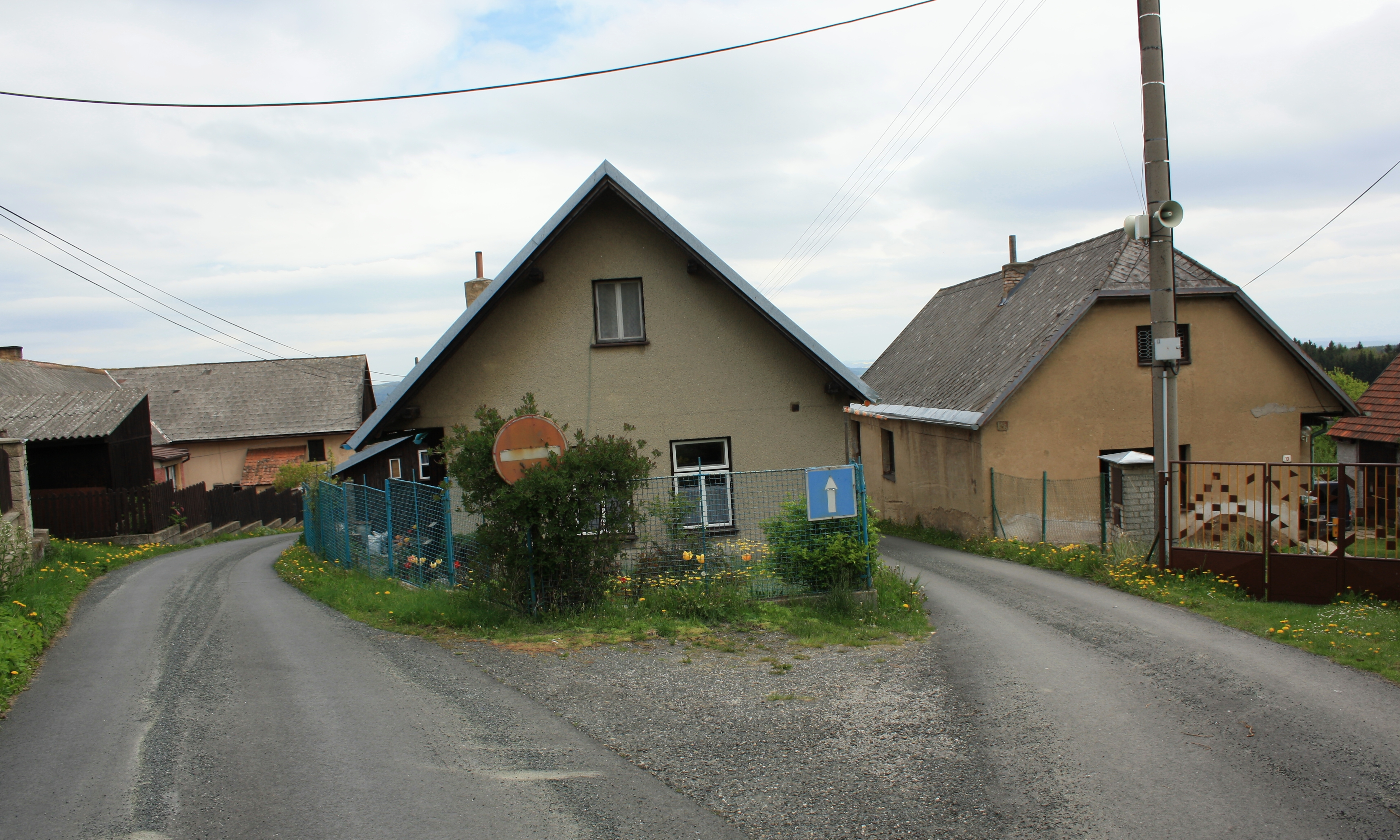
Huizen in het dorp (2011)
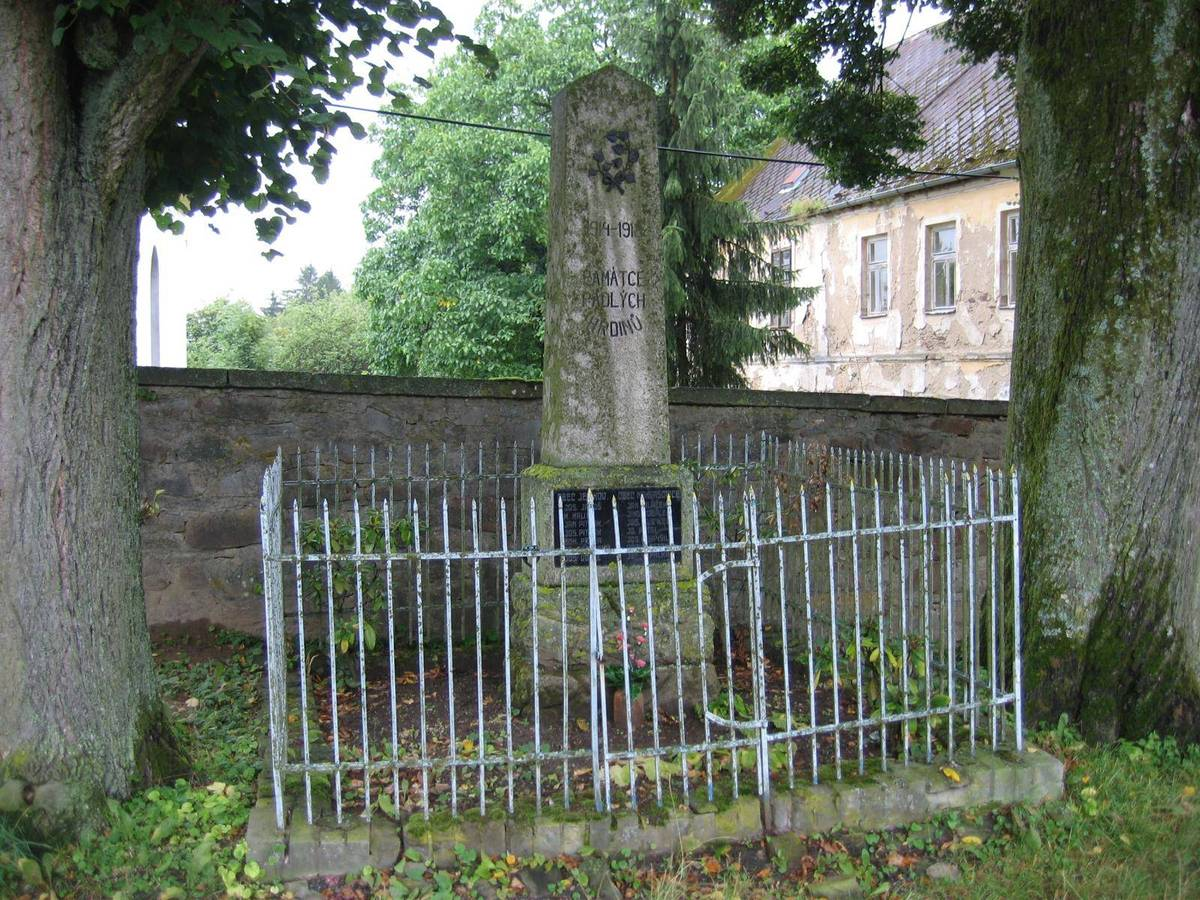
Oorlogsmonument (2021)
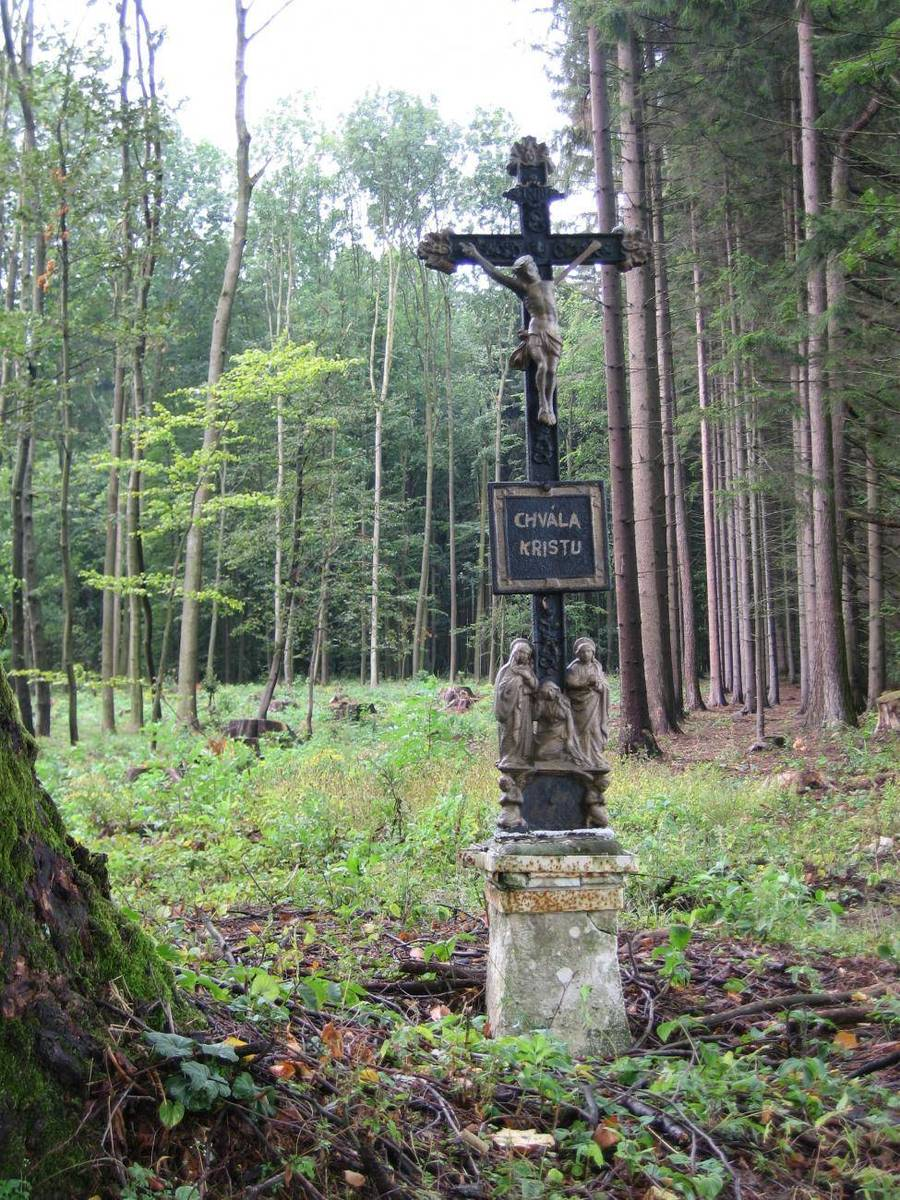
Wegkruis (2021)